# Billy Hayes (cầu thủ bóng đá)
William Edward Hayes (8 tháng 11 năm 1895 – sau 1928) là một cầu thủ bóng đá người Anh từng thi đấu ở vị trí thủ môn. Ông bắt đầu sự nghiệp cùng với Preston North End, nơi ông có 10 lần ra sân ở giải vô địch, tất cả đều ở mùa giải 1914–15. Trong Thế chiến thứ I, ông đá một trận với tư cách khách mời cho Burnley. Sau chiến tranh, Hayes từng thi đấu cho nhiều đội bóng bao gồm Brighton & Hove Albion và Southend United, hơn 250 trận. Đến cuối sự nghiệp, ông thi đấu cho nhiều đội bóng non-League.